# Adam Brand
Adam Brand, död 1746, var en tysk upptäcktsredande.
Brand medföljde på den av Eberhard Isbrand Ides ledda ryska beskickningen till Kina 1692–1694. Brand utgav 1697 en beskrivning av resan, som sedan utgavs i utökade upplagor 1712 och 1734.